# Garten-Petunie
Die Garten-Petunie (Petunia × hybrida) ist eine Pflanzenart aus der Gattung der Petunien (Petunia). Sie entstand im 19. Jahrhundert in England als Hybride aus den beiden Arten Petunia axillaris und Petunia integrifolia.

## Beschreibung
Die Garten-Petunie ist eine einjährige Pflanze, die Wuchshöhen von 20 bis 70 Zentimeter erreicht. Die Blätter sind eiförmig bis elliptisch und weisen klebrige Drüsenhaare auf. Die Blattstiele sind 2 bis 6 Zentimeter lang. Die unteren Blattstiele sind oft geflügelt.
Der Kronsaum ist unterschiedlich gefärbt. Die Krone hat einen Durchmesser von 4 bis 12 Zentimeter und ist mehr oder weniger strahlig. Die Kronzipfel sind stumpf bis spitz.
Die Chromosomenzahl beträgt 2n = 14.

## Nutzung
Die Garten-Petunie wird verbreitet als Zierpflanze für Rabatten, Kübel, Balkonkästen und Pflanzschalen genutzt. Sie ist die am häufigsten in Kultur zu findende Petunie. Bereits im 19. Jahrhundert wurde sie, auch in Deutschland, intensiv züchterisch bearbeitet. Heute sind zahlreiche Sorten bekannt. Die Garten-Petunie ist in Europa eine der wichtigsten Zierpflanzen.
Die Sorte „Lena Amarena“ wurde zur bayerischen Balkonpflanze des Jahres 2010 gekürt.